# 중국인민은행

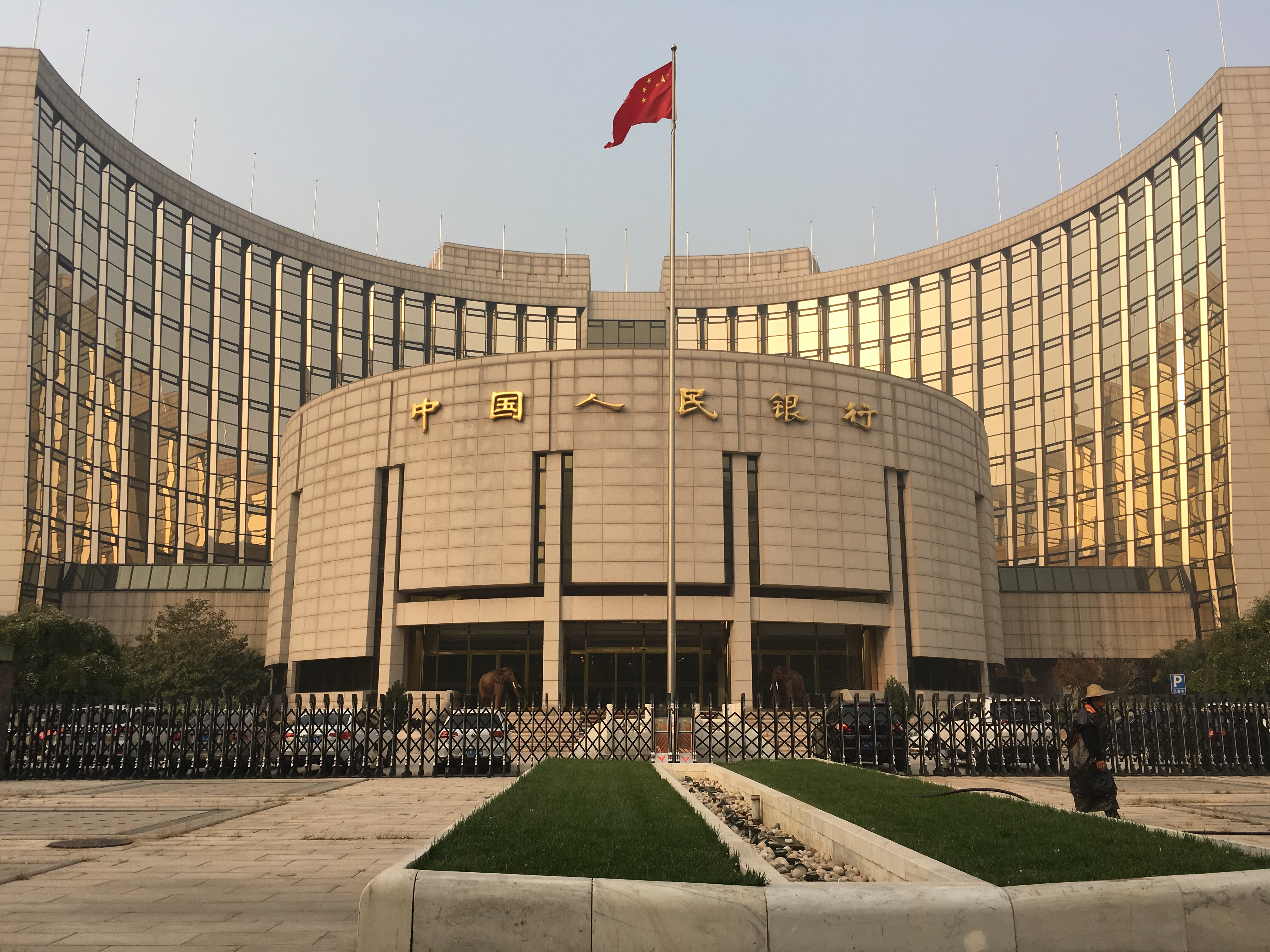
베이징에 위치한 중국인민은행 본점

중국인민은행(중국어 간체자: 中国人民銀行, 정체자: 中國人民銀行, 병음: Zhōngguó Rénmín Yínháng 중궈런민인항[*], 영어: People's Bank of China, 약칭 PBC)은 중화인민공화국의 중앙은행이다. 시중은행인 중국은행과는 다른 은행이다. 중화민국의 중앙은행은 중화민국 중앙은행이다. 1948년 12월 1일에 설립되었다.

## 역사
중국인민은행은 1948년 12월 1일에 정식으로 설립되었다. 1949년 중화인민공화국 수립에 따라 본사를 베이징으로 옮겼다. 마오쩌둥이 주도하는 사회주의 계획경제에 따라 모든 은행이 국유화되어, 중국인민은행이 중화인민공화국의 유일한 은행이 되었다. 따라서 중국인민은행이 중앙은행 업무와 시중은행 업무를 동시에 하였다. 1979년 이후 시작된 중화인민공화국의 경제개혁으로 인해 중국인민은행은 중앙은행 업무만 전담하고 있다. 1998년 대규모 정부 기구 개혁을 실시해, 중국인민은행의 모든 성, 지방 지점을 9개만 남기고 통폐합하였다. 2003년에는 PBC로부터 감독 은행, 금융 자산 관리 회사, 신탁 및 투자 회사, 기타 예치 금융 기관의 기능을 인수하기 위해 중국 은행 규제 위원회(CBRC)가 설립되었다. 12월 27일 제10차 국가평의회 제6차 상임위원회는 중화인민공화국 인민은행법 개정안을 심의·의결했다.

## 중국인민은행 총재 목록
1. 난한첸 1949년 10월 ~ 1954년 10월
2. 조주루 1954년 11월 ~ 1964년 10월
3. 후 리자오 1964년 10월 ~ 문화혁명기
4. 천시유 1973년 5월 ~ 1978년 1월
5. 리바오화 1978년 5월 ~ 1982년 5월
6. 리브 페이젠 1982년 5월 ~ 1985년 3월
7. 천무화 1985년 3월 ~ 1988년 4월
8. 리귀셴 1988년 4월 ~ 1993년 7월
9. 주룽지 1993년 7월 ~ 1995년 6월
10. 다이샹룽 1995년 6월 ~ 2002년 12월
11. 저우샤오촨 2002년 12월 ~ 2018년 3월
12. 이강 2018년 3월 ~

## 지점/분행 현황
- 중국인민은행영업관리부(베이징)
- 충칭영업관리부
- 톈진분행
- 선양분행
- 지난분행
- 난징분행
- 상하이분행
- 우한분행
- 시안분행
- 청두분행
- 광저우분행

## 같이 보기
- 홍콩 금융관리국
- 중화민국 중앙은행
- 중국은행